# Ропполо
Ропполо (итал. Roppolo) — коммуна в Италии, располагается в регионе Пьемонт, в провинции Бьелла.
Население составляет 854 человека (2008 г.), плотность населения составляет 107 чел./км². Занимает площадь 9 км². Почтовый индекс — 13883. Телефонный код — 0161.
Покровительницей коммуны почитается Пресвятая Богородица, празднование 7 октября.

## Демография
Динамика населения:

## Администрация коммуны
- Официальный сайт: http://web.tiscali.it/ComuneRoppolo/